# Тонна
То́нна (фр. tonne, від старофранцузького слова tunne — «бочка») — одиниця вимірювання маси. Тонна (метрична) дорівнює тисячі кілограмів (1 т = 1000 кг). Вона належить до одиниць, що не входять до Міжнародної системи одиниць (SI), але за рішенням ГКМВ «допускаються для використання спільно з SI».

## Неметрична тонна
В англомовних країнах використовують також близькі за значенням, але не цілковито точні одиниці вимірювання, які називаються тоннами (англ. ton, одне «н»). Імперська англійська тонна або довга тонна дорівнює 2240 фунтів (1016,0469088 кг). У США використовують американську або коротку тонну, яка дорівнює 907,18474 кг.